# Annie S. Swan
Annie Shepherd Swan (8 de juliol del 1859 - 17 de juny del 1943) fou una periodista i escriptora de ficció escocesa. Publicà sobretot amb el seu cognom de soltera, però també com a David Lyall i més tard com a Sra. Burnett Smith. Escriptora de novel·la sentimental, publicà més de 200 novel·les, serials, contes i altres relats de ficció entre 1878 i la seua mort. Ha estat considerada "una de les novel·listes populars de més èxit de finals del segle XIX i principis del XX". Annie Swan fou activa políticament durant la Primera Guerra Mundial i com a sufragista, activista liberal i membre fundadora i vicepresidenta del Partit Nacional Escocés.

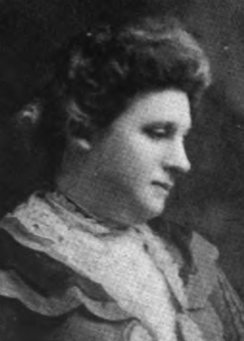
Annie Sheperd Swan, 1905

## Primers anys
Annie Swan va néixer el 8 de juliol del 1859 a Mountskip, Gorebridge, Escòcia. Era una dels set fills d'Edward Swan (mort el 1893), granger i comerciant, amb la seua primera esposa, Euphemia Brown (morta el 1881). Després que el seu pare s'arruïnàs, va assistir a l'escola a Edimburg, i més tard al Queen Street Ladies College. Son pare pertanyia a una congregació de la Unió Evangèlica, però ella entrà en l'Església d'Escòcia en l'edat adulta.

## Obra literària
La seua primera publicació fou Wrongs Righted (1881), un serial en The People's Friend. Va considerar aquest diari com el pilar de la seua carrera durant molt de temps, tot i col·laborar-ne en molts altres.
La novel·la que la va fer famosa fou Aldersyde (1883), ambientada a la frontera escocesa. Swan va rebre una carta d'agraïment d'Alfred Tennyson. El primer ministre William Ewart Gladstone va escriure en The Scotsman que la considerava "una obra d'art" pels seus "esbossos vius del caràcter escocés".
Alguns èxits posteriors com The Gates of Eden (1887) i Maitland of Lauriston (1891) tenien un deute amb Margaret Oliphant, que es trobava entre els seus crítics, i acusava les novel·les d'Annie Swan de presentar una descripció tòpica d'Escòcia. En una ressenya de Carlowrie (1884), Margaret Oliphant digué que Swan "presentava una visió completament distorsionada de la vida escocesa". Va ser l'editora de la revista Women at Home des del 1893 fins al 1917.
El 1898, Annie Swan havia publicat més de 30 obres, principalment novel·les, moltes publicades com a sèries. També publicà poesia, contes i llibres de consells, política i religió. El 1901, The Juridical Review informava que els llibres de Swan eren els preferits per les recluses a les presons irlandeses. El 1906, fou ressenyada en Notables dones autores del dia d'Helen Black.

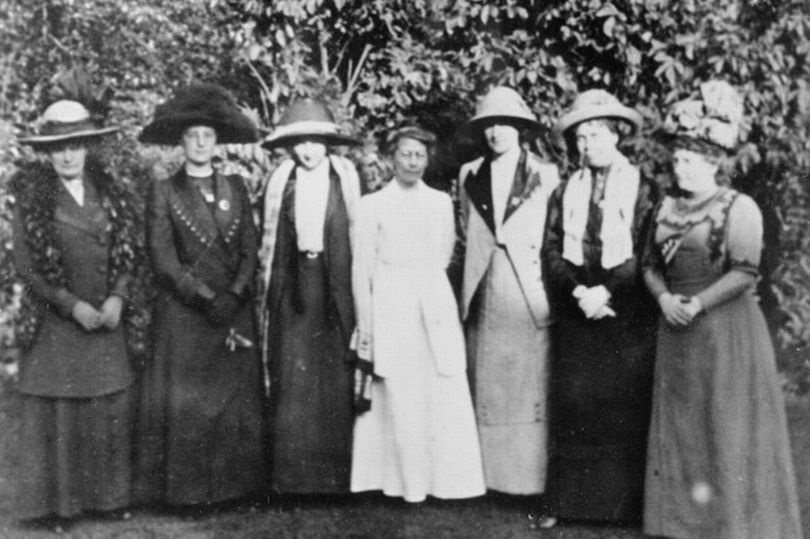
Helen Crawfurd, Janet Barrowman, Margaret McPhun, A. A. Wilson, Frances McPhun, Nancy A. John i Annie Swan

Annie Swan emprà el seu cognom de soltera durant la major part de la seua carrera, però esporàdicament va utilitzar els pseudònims David Lyall i Mrs Burnett Smith. Fou una oradora respectada involucrada en causes sociopolítiques, com ara moviment per la Temprança. Escrigué sobre el moviment sufragista a Gran Bretanya, sovint amb el pseudònim David Lyall, com ara Margaret Holroyd: or, the Pioneers (1910). En les seues novel·les abordava problemes reals que enfrontaven les sufragistes, com la desaprovació de familiars i amics, la por de parlar en públic, l'esgotament físic i els dilemes ètics en una atmosfera rebel i militant.
A partir del 1924, Annie Swan publicà un altre setmanari, The Annie Swan Annual. També hi escrigué novel·les com ara The Last of the Laidlaws (1920), Closed Doors (1926) i The Pendulum (1926). Després de la mort del seu marit al 1927, tornà a Escòcia, a Gullane, East Lothian. El 1930 li atorgaren un CBE per la seua contribució a la literatura. Fou membre fundadora del Partit Nacional Escocés i vicepresidenta.

## Vida personal
Annie Swan es casà amb el mestre d'escola James Burnett Smith (1857-1927) el 1883. Visqueren a Star of Markinch, Fife, on es va fer amiga del teòleg Robert Flint i de la seua germana. Dos anys més tard se n'anaren a Morningside, Edimburg, on Burnett Smith estudià medicina, i el 1893 a Londres, on nasqueren els seus dos fills, Effie i Eddie.
A Londres foren amics de l'escriptora Beatrice Harraden, i de Joseph i Emma Parker a Hampstead. Es traslladaren a Hertford el 1908, on el seu fill Eddie va morir en un accident de tir al 1910.
L'autobiografia d'Annie Swan, My Life, aparegué al 1934. El seu darrer fou un article per a Homes and Gardens, "Testament of Age", al març del 1943. Una col·lecció de la seua correspondència, The Letters of Annie S. Swan (1945), editada per Mildred Robertson Nicoll, aparegué dos anys després de la seua mort.

## Vida pública
Durant la Primera Guerra Mundial, Annie Swan deixà el seu càrrec editorial i hi fou voluntària. Anà a França en una gira per a aixecar la moral i també treballà amb refugiats belgues. Visità els Estats Units al gener de 1918 i novament després de l'armistici a finals d'any. Hi conegué Herbert Hoover, llavors cap de l'Administració d'Aliments, i va informar el públic estatunidenc sobre les contribucions de Gran Bretanya a la guerra. S'hi escrigueren dues obres, Getting Together de John Hay Beith i The Better 'Ole de Bruce Bairnsfather. Mentre era als Estats Units, també va escriure un llibre sobre les diferències culturals entre les dones a Gran Bretanya i als Estats Units titulat Com altres la veuen: impressions d'una dona anglesa sobre la dona estatunidenca en temps de guerra (1919).
Annie Swan fou liberal tota la seua vida i es va convertir en una reconeguda sufragista. Després que la Llei de Representació del Poble de 1918 donàs el vot a les dones a Gran Bretanya, ella fou la primera candidata femenina i es presentà sense èxit a la divisió Maryhill de Glasgow en les eleccions generals del 1922. De 32 candidates presentades a Gran Bretanya en aquesta elecció, només dues en foren triades.
Després de la derrota, la Women's Freedom League afirmà que Swan i altres candidates haurien estat triades sota un sistema de representació proporcional com els d'Irlanda, Holanda i Alemanya. També fou membre fundadora i vicepresidenta del Partit Nacional Escocés.

## Vida posterior i defunció
El seu marit va morir el 1927, i ella i la seua filla se n'anaren a Gullane, East Lothian. Va ser nomenada CBE el 1930 pels seus serveis literaris i públics. Va morir d'una malaltia cardíaca a sa casa de Gullane, el 17 de juny del 1943, als 80 anys.

## Estudis sobre la seua obra
Alguns articles com "Annie S. Swan - Forerunner of Modern Popular Fiction" d'Edmond Gardiner (1974) i "A Cursory of Inspection to Annie S. Swan" (1990) de Charlotte Reid han apuntant les seues contribucions literàries. Algunes novel·les seues han reaparegut impreses.